# East Challow
East Challow är en ort och civil parish i Storbritannien.   Den ligger i grevskapet Oxfordshire och riksdelen England, i den södra delen av landet, 90 km väster om huvudstaden London. East Challow ligger 108 meter över havet och antalet invånare är 769.
Terrängen runt East Challow är huvudsakligen platt, men västerut är den kuperad. Terrängen runt East Challow sluttar norrut. Runt East Challow är det ganska tätbefolkat, med 207 invånare per kvadratkilometer. Närmaste större samhälle är Abingdon, 14,8 km nordost om East Challow. Trakten runt East Challow består till största delen av jordbruksmark.